# 延継笭
延継笭（朝鮮語: 연계령）は、中国元の文官であり、朝鮮氏族の谷山延氏の始祖である。
中国弘農郡出身。高麗で門下侍郎と神虎衛上将軍を務めた。
延継笭の7代子孫は、高麗忠烈王に降嫁された荘穆王后の従臣の延壽菖である。
延継笭の11代子孫の延柱は高麗で光禄大夫と三司左使を歴任した。